# Goldstaub-Laubkäfer
Der Goldstaub-Laubkäfer (Hoplia argentea), auch unter den Synonymen Silbriger Purzelkäfer und Mehliger Laubkäfer bekannt, ist ein Käfer aus der Familie der Blatthornkäfer.

## Merkmale
Goldstaub-Laubkäfer werden etwa einen Zentimeter lang. Sie sind leicht erkennbar an den dichten Schuppen, die silbrig gelblich oder grünlich, manchmal bräunlich wie mit glänzendem Puder bestäubt, schimmern.

## Systematik
Der Goldstaub-Laubkäfer wurde erstmals 1761 vom Jesuiten, Mathematiker und Entomologen Nicolaus Poda von Neuhaus als Scarabaeus argentea in seinem Werk
Insecta Musei Graecensis beschrieben. Dies war das erste rein entomologische Buch, das die Nomenklatur  von Linné  verwendete. Das  Synonym
Hoplia farinosa Linnaeus, 1761 ist daher kein gültiger Name. Die Gattung  Hoplia  gehört in die Unterfamilie der Rutelinae, diese wird neuerdings von einigen Entomologen als eigene Familie Rutelidae aufgefasst.

## Verbreitung
Die Käfer sind im Alpen- und Voralpenraum häufig. Eine Verbreitungskarte findet sich in der Fauna Europaea. Die Käfer bevorzugen offene Landschaften mit Feldgehölzen, Parkanlagen, Mischwälder, verwilderte Gärten, Waldränder und Wiesen. Tagsüber verstecken sie sich unter Grasbüscheln oder im Laub.

## Lebensweise
In der Dämmerung gehen sie auf Partnersuche. Die Orientierung erfolgt über den Geruchssinn.
Die Käfer ernähren sich von Pollen.
Die Larven gehören zu den Engerlingen und ernähren sich von Pflanzenwurzeln. Sie verursachen keine Schäden.
Die Generationsdauer beträgt 2 Jahre.

## Farben
Die Schuppen erzeugen Interferenzfarben (wie bei Schmetterlingen). Rücker maß an Goldstaub-Blattkäfern die Reflexion des Sonnenlichtes im Wellenlängenbereich von 430–700 nm. Unter allen gemessenen Insekten zeigte der Goldstaub-Blattkäfer die höchste Gesamtreflexion: sein Rückenpanzer reflektiert 38,1 % des Sonnenlichtes.